# 6332 Vorarlberg
6332 Vorarlberg è un asteroide della fascia principale. Scoperto nel 1992, presenta un'orbita caratterizzata da un semiasse maggiore pari a 2,4493500 UA e da un'eccentricità di 0,1558779, inclinata di 1,84650° rispetto all'eclittica.
È dedicato alla provincia austriaca del Vorarlberg.